# 유엔 안전 보장 이사회 결의 제465호
유엔 안전 보장 이사회 결의 제465호는 1980년 3월 1일 만장일치로 채택되었으며, "예루살렘을 포함한, 1967년 이후부터 이스라엘의 점령 상태에 놓인 아랍 영토"에 위치한 이스라엘 정착촌 문제의 해결과 관리에 대한 내용으로, 구체적으로는 팔레스타인 영토인 요르단강 서안 지구, 동예루살렘, 가자 지구, 시리아의 골란고원 지역에 대한 내용을 담고 있다.

## 결의 내용
먼저 안전 보장 이사회는 결의 제446호(1979년)에 따라 설립된 안전 보장 위원회 위원단의 보고서를 참조한 후, 이스라엘이 협조하지 않는 점을 비판하였다. 또한 아랍 영토에 정착촌을 건설하는 이스라엘의 정책에 대해 우려를 표했고, 결의 제237호(1967년), 결의 제252호(1968년), 결의 제267호(1969년), 결의 제271호(1969년), 결의 제298호(1971년)을 다시금 상기하였다.
또한, 이스라엘이 점령한 예루살렘 등 아랍 영토에서 이스라엘의 국민 정착 및 이민 유도 등 권리 행사는 아무런 법적 근거가 없는 불법적인 조치이며, 이스라엘의 정부 및 국민들에게 정착촌을 해체할 것을 요청했다.
결의의 내용은 헤브론 시장 파드 카와스마의 이동을 제안한 이스라엘의 조치를 비난하는 것으로 이어지며, 유엔 본부로의 이동을 허가하라고 요청한다. 마지막으로, 점령지의 천연 자원 고갈에 대해 계속 조사하게끔 위원회에게 요청하고, 현 결의의 적용 사항을 주시하여 1980년 9월 1일까지 위원회로 결과를 보고할 것을 요청하며 마무리된다.
결의에서는 모든 국가에게 "이스라엘에게 점령지에 정착하는 데 사용할 수 있는 어떠한 도움도 제공하지 않을 것"을 요청하고 있다. 이 내용은 유엔 안전 보장 이사회 결의 제446호에 이어 두 번째로 "정착촌"을 명시한 요청이 포함된 문구로, 이후 2012년 12월 26일 채택된 유엔 안전 보장 이사회 결의 제2334호에서 다시 등장하며, 다시금 이스라엘에게 어떠한 지원도 하지 말 것을 역설하는 데 사용되고 있다.

## 미국의 지원
미국의 유엔 대사 도널드 맥헨리는 표결 직후 안전 보장 이사회에 미국은 이 결의를 강제가 아닌 권고로 해석하겠다고 통보했다. 1980년 3월 3일 미국의 대통령 지미 카터는 이스라엘 정착촌을 해체하는 것이 "올바르지도 않고 실천적이지도 않다"며, "예루살렘은 분열되어서는 아니 된다"는 점이 평화 협정에 명시되어야 한다고 하였다. 또한, 미국은 예루살렘에 대한 모든 관련 사항을 없애는 것으로 알고 투표에 참여하였다고 밝혔다. 1980년 3월 20일 미국 상원 외교 위원회에서, 국무장관 사이러스 밴스는 "오해에 대한 모든 책임"을 지겠다고 하였다.

## 같이 보기
- 이스라엘-팔레스타인 분쟁
- 유엔 안전 보장 이사회 결의 제2334호